# Desmognathus abditus
Desmognathus abditus (tên tiếng Anh: Cumberland Dusky Salamander) là một loài kỳ giông thuộc họ Plethodontidae.
Đây là loài đặc hữu của Hoa Kỳ.
Môi trường sống tự nhiên của chúng là rừng ôn đới và sông ngòi.
Chúng hiện đang bị đe dọa vì mất môi trường sống.